# Taxonomie van de rondwormen
Over de systematiek van de rondwormen (nematoda) bestaat geen consensus.

## Geschiedenis
In 1758 beschreef Carl Linnaeus enkele rondwormgeslachten, waaronder Ascaris, die hij onderbracht bij de klasse Vermes (wormen), waarin de niet-geleedpotige ongewervelde dieren. De klasse Vermes werd ook gebruikt door Jean-Baptiste de Lamarck.
De naam van de groep Nematoda, informeel "nematoden" genoemd, kwam van Nematoidea, oorspronkelijk gedefinieerd door Karl Rudolphi (1808), en komt van het Oudgrieks νῆμα ( nêma, nêmatos , 'draad') en -ειδἠς ( -eidēs , 'soort'). Het werd door  Burmeister (1837) behandeld als de familie Nematoden.
Oorspronkelijk omvatte de "Nematoidea" ten onrechte de Nematoden en Nematomorpha (zonder de paardenhaarwormen), opgesteld door von Siebold (1843). Samen met de Acanthocephala, Trematoda en Cestoidea vormde het de verouderde groep Entozoa,  gemaakt door Rudolphi (1808). Ze werden door Gegenbaur (1859) samen met de Acanthocephala geclassificeerd in de verouderde stam Nemathelminthes.
In 1861 plaatste K. M. Diesing de groep in de orde Nematoda. In 1877 werd door Ray Lankester het taxon Nematoidea, inclusief de familie Gordiidae (paardenhaarwormen), bevorderd tot de rang van stam . Het eerste duidelijke onderscheid tussen de nema's en gordiiden werd gerealiseerd door Vejdovsky toen hij de orde Nematomorpha maakte met daarin ook de paardenhaarwormen. In 1919 stelde Nathan Cobb voor om de nematoden alleen als een stam te erkennen. Hij betoogde dat ze in het Engels "nema" in plaats van "nematoden" moesten worden genoemd en definieerde het taxon Nemates (later omgevormd tot Nemata, Latijnsmeervoud van nema), met Nematoidea sensu restricto als synoniem.
In 1910 stelde Grobben echter de stam Aschelminthes voor en werden de nematoden opgenomen als de klasse Nematoda samen met de klasse Rotifera, de klasse Gastrotricha, de klasse Kinorhyncha, de klasse Priapulida en de klasse Nematomorpha (de stam werd door Libbie Henrietta Hyman later nieuw leven ingeblazen en in 1951 gewijzigd in Pseudoceolomata, maar bleef verder hetzelfde). In 1932 verhoogde Potts de klasse Nematoda tot het niveau van stam, maar liet de naam hetzelfde. Ondanks dat de classificatie van Potts gelijk is aan die van Cobbs, zijn beide namen gebruikt (en worden deze nog steeds gebruikt) en werd Nematode een populaire term in de zoölogische wetenschap.
Omdat Cobb de eerste was die de nematoden opnam in een specifieke stam afgescheiden van de Nematomorpha, beschouwen sommige onderzoekers de geldige taxonnaam als Nemates of Nemata, in plaats van Nematoda, vanwege de zoölogische regel, die in geval van synoniemen prioriteit geeft aan de eerst gebruikte term.

## Fylogenetische stamboom
De fylogenetische stamboomrelaties van de rondwormen en hun naaste verwanten van de Protostomia en Metazoa zijn onopgelost. Traditioneel werden ze beschouwd als een eigen lijn, maar in de jaren negentig werd voorgesteld om de superstam Ecdysozoa te vormen samen met de vervellende dieren, zoals de geleedpotigen. De identiteit van de dichtstbijzijnde levende familieleden van de Nematoda is altijd als goed opgelost beschouwd. Morfologische karakters en moleculaire fylogenieën stemmen overeen met de plaatsing van de rondwormen als een zustergroep van de parasitaire Nematomorpha; samen vormen ze de Nematoida. Samen met de Scalidophora (voorheen Cephalorhyncha) vormen de Nematoida de clade Cycloneuralia, maar veel afwijkingen treden op tussen en binnen de beschikbare morfologische en moleculaire gegevens. De Cycloneuralia of de Introverta - afhankelijk van de geldigheid van de eerste - worden vaak gerangschikt als een superstam. 

## Traditionele indeling
De hieronder gepresenteerde indeling in twee klassen is de meest traditionele. Volgens moleculair genetisch onderzoek bestaan er vier clades. De klasse Adenophorea is geen monofyletische groep. De klasse Secernentea vormt wel een natuurlijke groep met een gemeenschappelijke voorouder, maar de verdeling in onderklassen staat ter discussie. In het cladogram hieronder wordt deze klasse in drie clades gesplitst, waarbij weer één clade uit twee subclades bestaat. Hier blijkt dat groepen uit de orde Rhabditida over deze beide subclades zijn verdeeld, dus vormt deze orde geen monofyletische groep.
De families uit de orde Camallanida worden nu meestal beschouwd als families uit de orde Spirurida.

### Indelingen volgensWorld Database of Nematodes[11]
- Klasse Chromadorea (6331 soorten)
  - Onderklasse Chromadoria (6331 soorten)
    - Orde Araeolaimida (486 soorten)
    - Orde Chromadorida (833 soorten)
    - Orde Desmodorida (751 soorten)
    - Orde Desmoscolecida (359 soorten)
    - Orde Monhysterida (1012 soorten)
    - Orde Plectida (598 soorten)
    - Orde Rhabditida (2275 soorten)
    - Orde Strongylida
- Klasse Enoplea (3555 soorten)
  - Onderklasse Dorylaimia (1449 soorten)
    - Orde Dioctophymatida
    - Orde Dorylaimida (738 soorten)
    - Orde Isolaimida (10 soorten)
    - Orde Marimermithida (7 soorten)
    - Orde Mermithida (566 soorten)
    - Orde Mononchida (127 soorten)
    - Orde Trichinellida (1 soort)

  - Onderklasse Enoplia (2106 soorten)
    - Orde Enoplida (1711 soorten)
    - Orde Triplonchida (395 soorten)
- Nematoda incertae sedis (45 soorten)

### Synoniemen
- Aphelenchida → Aphelenchoidea Fuchs, 1937
- Ascaridida → Ascaridomorpha
- Spirurida → Spiruromorpha
- Tylenchida → Tylenchomorpha

## Klassieke indeling
- Stam: Nematoda
  - Klasse: Adenophorea
    - Onderklasse: Enoplia
      - Orde: Dorylaimida
      - Orde: Enoplida
      - Orde: Mermithida
      - Orde: Muspiceida
      - Orde: Trichocephalida (o.a. zweepworm)

    - Onderklasse: Chromadoria
      - Orde: Araeolaimida
      - Orde: Desmodorida
      - Orde: Desmoscolecida
      - Orde: Monhysterida

  - Klasse: Secernentea
    - Orde: Aphelenchida
    - Orde: Ascaridida (spoelwormen)
    - Orde: Camallanida
    - Orde: Diplogasterida
    - Orde: Rhabdiasida
    - Orde: Rhabditida
    - Orde: Spirurida
    - Orde: Strongylida
    - Orde: Tylenchida

## Cladogram
De huidige inzichten in de systematiek van de nematoden zijn verwerkt in het onderstaand cladogram, dat is ontleend aan het Tree of Life-project.
|  | Trichocephalida |
|  |                 |
|  | Mermithida      |
|  |                 |
|  | Dorylaimida     |
|  |                 |
|  | Mononchida      |
|  |                 |

|  | Triplonchida |
|  |              |
|  | Enoplida     |
|  |              |

|  | Rhigonematida                            |
|  |                                          |
|  | Oxyrida                                  |
|  |                                          |
|  | Ascaridida                               |
|  |                                          |
|  | Spirurida (waarin opgenomen Camallanida) |
|  |                                          |

|  | Tylenchida                                               |
|  |                                                          |
|  | Aphelenchida                                             |
|  |                                                          |
|  | Cephalobidae (familie uit de oude stijl-orde Rhabditida) |
|  |                                                          |

|  | Strongyloididae (familie uit de oude stijl-orde Rhabditida)  |
|  |                                                              |
|  | Steinernematidae (familie uit de oude stijl-orde Rhabditida) |
|  |                                                              |
|  | Panagrolaimidae (familie uit de oude stijl-orde Rhabditida)  |
|  |                                                              |

|  | Tylenchida                                               |
|  |                                                          |
|  | Aphelenchida                                             |
|  |                                                          |
|  | Cephalobidae (familie uit de oude stijl-orde Rhabditida) |
|  |                                                          |

|  | Strongyloididae (familie uit de oude stijl-orde Rhabditida)  |
|  |                                                              |
|  | Steinernematidae (familie uit de oude stijl-orde Rhabditida) |
|  |                                                              |
|  | Panagrolaimidae (familie uit de oude stijl-orde Rhabditida)  |
|  |                                                              |

|  | Strongylida    |
|  |                |
|  | Rhabditina     |
|  |                |
|  | Diplogasterida |
|  |                |

|  | Rhigonematida                            |
|  |                                          |
|  | Oxyrida                                  |
|  |                                          |
|  | Ascaridida                               |
|  |                                          |
|  | Spirurida (waarin opgenomen Camallanida) |
|  |                                          |

|  | Tylenchida                                               |
|  |                                                          |
|  | Aphelenchida                                             |
|  |                                                          |
|  | Cephalobidae (familie uit de oude stijl-orde Rhabditida) |
|  |                                                          |

|  | Strongyloididae (familie uit de oude stijl-orde Rhabditida)  |
|  |                                                              |
|  | Steinernematidae (familie uit de oude stijl-orde Rhabditida) |
|  |                                                              |
|  | Panagrolaimidae (familie uit de oude stijl-orde Rhabditida)  |
|  |                                                              |

|  | Tylenchida                                               |
|  |                                                          |
|  | Aphelenchida                                             |
|  |                                                          |
|  | Cephalobidae (familie uit de oude stijl-orde Rhabditida) |
|  |                                                          |

|  | Strongyloididae (familie uit de oude stijl-orde Rhabditida)  |
|  |                                                              |
|  | Steinernematidae (familie uit de oude stijl-orde Rhabditida) |
|  |                                                              |
|  | Panagrolaimidae (familie uit de oude stijl-orde Rhabditida)  |
|  |                                                              |

|  | Strongylida    |
|  |                |
|  | Rhabditina     |
|  |                |
|  | Diplogasterida |
|  |                |

|  | Rhigonematida                            |
|  |                                          |
|  | Oxyrida                                  |
|  |                                          |
|  | Ascaridida                               |
|  |                                          |
|  | Spirurida (waarin opgenomen Camallanida) |
|  |                                          |

|  | Tylenchida                                               |
|  |                                                          |
|  | Aphelenchida                                             |
|  |                                                          |
|  | Cephalobidae (familie uit de oude stijl-orde Rhabditida) |
|  |                                                          |

|  | Strongyloididae (familie uit de oude stijl-orde Rhabditida)  |
|  |                                                              |
|  | Steinernematidae (familie uit de oude stijl-orde Rhabditida) |
|  |                                                              |
|  | Panagrolaimidae (familie uit de oude stijl-orde Rhabditida)  |
|  |                                                              |

|  | Tylenchida                                               |
|  |                                                          |
|  | Aphelenchida                                             |
|  |                                                          |
|  | Cephalobidae (familie uit de oude stijl-orde Rhabditida) |
|  |                                                          |

|  | Strongyloididae (familie uit de oude stijl-orde Rhabditida)  |
|  |                                                              |
|  | Steinernematidae (familie uit de oude stijl-orde Rhabditida) |
|  |                                                              |
|  | Panagrolaimidae (familie uit de oude stijl-orde Rhabditida)  |
|  |                                                              |

|  | Strongylida    |
|  |                |
|  | Rhabditina     |
|  |                |
|  | Diplogasterida |
|  |                |

|  | Rhigonematida                            |
|  |                                          |
|  | Oxyrida                                  |
|  |                                          |
|  | Ascaridida                               |
|  |                                          |
|  | Spirurida (waarin opgenomen Camallanida) |
|  |                                          |

|  | Tylenchida                                               |
|  |                                                          |
|  | Aphelenchida                                             |
|  |                                                          |
|  | Cephalobidae (familie uit de oude stijl-orde Rhabditida) |
|  |                                                          |

|  | Strongyloididae (familie uit de oude stijl-orde Rhabditida)  |
|  |                                                              |
|  | Steinernematidae (familie uit de oude stijl-orde Rhabditida) |
|  |                                                              |
|  | Panagrolaimidae (familie uit de oude stijl-orde Rhabditida)  |
|  |                                                              |

|  | Tylenchida                                               |
|  |                                                          |
|  | Aphelenchida                                             |
|  |                                                          |
|  | Cephalobidae (familie uit de oude stijl-orde Rhabditida) |
|  |                                                          |

|  | Strongyloididae (familie uit de oude stijl-orde Rhabditida)  |
|  |                                                              |
|  | Steinernematidae (familie uit de oude stijl-orde Rhabditida) |
|  |                                                              |
|  | Panagrolaimidae (familie uit de oude stijl-orde Rhabditida)  |
|  |                                                              |

|  | Strongylida    |
|  |                |
|  | Rhabditina     |
|  |                |
|  | Diplogasterida |
|  |                |

|  | Trichocephalida |
|  |                 |
|  | Mermithida      |
|  |                 |
|  | Dorylaimida     |
|  |                 |
|  | Mononchida      |
|  |                 |

|  | Triplonchida |
|  |              |
|  | Enoplida     |
|  |              |

|  | Rhigonematida                            |
|  |                                          |
|  | Oxyrida                                  |
|  |                                          |
|  | Ascaridida                               |
|  |                                          |
|  | Spirurida (waarin opgenomen Camallanida) |
|  |                                          |

|  | Tylenchida                                               |
|  |                                                          |
|  | Aphelenchida                                             |
|  |                                                          |
|  | Cephalobidae (familie uit de oude stijl-orde Rhabditida) |
|  |                                                          |

|  | Strongyloididae (familie uit de oude stijl-orde Rhabditida)  |
|  |                                                              |
|  | Steinernematidae (familie uit de oude stijl-orde Rhabditida) |
|  |                                                              |
|  | Panagrolaimidae (familie uit de oude stijl-orde Rhabditida)  |
|  |                                                              |

|  | Tylenchida                                               |
|  |                                                          |
|  | Aphelenchida                                             |
|  |                                                          |
|  | Cephalobidae (familie uit de oude stijl-orde Rhabditida) |
|  |                                                          |

|  | Strongyloididae (familie uit de oude stijl-orde Rhabditida)  |
|  |                                                              |
|  | Steinernematidae (familie uit de oude stijl-orde Rhabditida) |
|  |                                                              |
|  | Panagrolaimidae (familie uit de oude stijl-orde Rhabditida)  |
|  |                                                              |

|  | Strongylida    |
|  |                |
|  | Rhabditina     |
|  |                |
|  | Diplogasterida |
|  |                |

|  | Rhigonematida                            |
|  |                                          |
|  | Oxyrida                                  |
|  |                                          |
|  | Ascaridida                               |
|  |                                          |
|  | Spirurida (waarin opgenomen Camallanida) |
|  |                                          |

|  | Tylenchida                                               |
|  |                                                          |
|  | Aphelenchida                                             |
|  |                                                          |
|  | Cephalobidae (familie uit de oude stijl-orde Rhabditida) |
|  |                                                          |

|  | Strongyloididae (familie uit de oude stijl-orde Rhabditida)  |
|  |                                                              |
|  | Steinernematidae (familie uit de oude stijl-orde Rhabditida) |
|  |                                                              |
|  | Panagrolaimidae (familie uit de oude stijl-orde Rhabditida)  |
|  |                                                              |

|  | Tylenchida                                               |
|  |                                                          |
|  | Aphelenchida                                             |
|  |                                                          |
|  | Cephalobidae (familie uit de oude stijl-orde Rhabditida) |
|  |                                                          |

|  | Strongyloididae (familie uit de oude stijl-orde Rhabditida)  |
|  |                                                              |
|  | Steinernematidae (familie uit de oude stijl-orde Rhabditida) |
|  |                                                              |
|  | Panagrolaimidae (familie uit de oude stijl-orde Rhabditida)  |
|  |                                                              |

|  | Strongylida    |
|  |                |
|  | Rhabditina     |
|  |                |
|  | Diplogasterida |
|  |                |

|  | Rhigonematida                            |
|  |                                          |
|  | Oxyrida                                  |
|  |                                          |
|  | Ascaridida                               |
|  |                                          |
|  | Spirurida (waarin opgenomen Camallanida) |
|  |                                          |

|  | Tylenchida                                               |
|  |                                                          |
|  | Aphelenchida                                             |
|  |                                                          |
|  | Cephalobidae (familie uit de oude stijl-orde Rhabditida) |
|  |                                                          |

|  | Strongyloididae (familie uit de oude stijl-orde Rhabditida)  |
|  |                                                              |
|  | Steinernematidae (familie uit de oude stijl-orde Rhabditida) |
|  |                                                              |
|  | Panagrolaimidae (familie uit de oude stijl-orde Rhabditida)  |
|  |                                                              |

|  | Tylenchida                                               |
|  |                                                          |
|  | Aphelenchida                                             |
|  |                                                          |
|  | Cephalobidae (familie uit de oude stijl-orde Rhabditida) |
|  |                                                          |

|  | Strongyloididae (familie uit de oude stijl-orde Rhabditida)  |
|  |                                                              |
|  | Steinernematidae (familie uit de oude stijl-orde Rhabditida) |
|  |                                                              |
|  | Panagrolaimidae (familie uit de oude stijl-orde Rhabditida)  |
|  |                                                              |

|  | Strongylida    |
|  |                |
|  | Rhabditina     |
|  |                |
|  | Diplogasterida |
|  |                |

|  | Rhigonematida                            |
|  |                                          |
|  | Oxyrida                                  |
|  |                                          |
|  | Ascaridida                               |
|  |                                          |
|  | Spirurida (waarin opgenomen Camallanida) |
|  |                                          |

|  | Tylenchida                                               |
|  |                                                          |
|  | Aphelenchida                                             |
|  |                                                          |
|  | Cephalobidae (familie uit de oude stijl-orde Rhabditida) |
|  |                                                          |

|  | Strongyloididae (familie uit de oude stijl-orde Rhabditida)  |
|  |                                                              |
|  | Steinernematidae (familie uit de oude stijl-orde Rhabditida) |
|  |                                                              |
|  | Panagrolaimidae (familie uit de oude stijl-orde Rhabditida)  |
|  |                                                              |

|  | Tylenchida                                               |
|  |                                                          |
|  | Aphelenchida                                             |
|  |                                                          |
|  | Cephalobidae (familie uit de oude stijl-orde Rhabditida) |
|  |                                                          |

|  | Strongyloididae (familie uit de oude stijl-orde Rhabditida)  |
|  |                                                              |
|  | Steinernematidae (familie uit de oude stijl-orde Rhabditida) |
|  |                                                              |
|  | Panagrolaimidae (familie uit de oude stijl-orde Rhabditida)  |
|  |                                                              |

|  | Strongylida    |
|  |                |
|  | Rhabditina     |
|  |                |
|  | Diplogasterida |
|  |                |